# あなたに人生変えられました!
『あなたに人生変えられました!』（あなたにじんせいかえられました）は、関西テレビの制作により、2021年から不定期で放送されている、トークバラエティ番組。司会は、戸次重幸。

## 概要
芸能人に大きく人生を変えられた一般人が登場し、どう人生が変わったのか、熱い思いや感謝の言葉を本人の前で伝える番組。
2021年5月21日放送の第1回は、関西テレビのローカル放送で放送され、一部地域では番販で放送された。2021年10月11日の第2回は、フジテレビ系で全国ネットされた。

## 放送日
- 第1回：2021年5月21日（金） 19:00 - 20:00（関西テレビローカル）[4]
  - テレビ宮崎では2021年6月29日（火）21:00 - 21:54、テレビ大分では2021年7月1日  (木）14:45 - 15:45に放送された[6]。
- 第2回：2021年10月11日（月） 22:15 - 23:09（フジテレビ系全国ネット（一部地域除く））[1][7]

## 出演者

### MC
- 戸次重幸（TEAM NACS） - 第1回ではナレーションも担当

### ゲスト

#### 第1回
- 陣内智則
- 倖田來未

#### 第2回
- 天海祐希
- 陣内智則
- 池田美優
- 秋山竜次（ロバート） - VTR出演

## スタッフ
- ナレーター：今川柊稀（第2回）
- 構成：松田敬三、佐藤大地、北健一郎
- SW：石毛雄己（第2回）
- CAM：神尾淳（第2回）
- VE：横川友之（第2回）
- 照明：香川和代（第2回）
- 音声：立元捺美（第2回）
- 音響効果：高島慎太郎、高津浩史（共に第2回）
- 編集：副嶋大悟、八木凌
- MA：茂木遼介（第2回）
- TK：盛山潮里
- CG：西夏央
- 技術協力：SWISH japan、IMAGICA、東京オフラインセンター、プログレッソ（SWISH・プロ→第2回）
- 美術プロデューサー：小林大輔
- デザイン：岡美里
- アートコーディネーター：中村秀美
- マルチ：大高貢、福田友美
- 大道具製作：鎌田大佑、山本和成
- アクリル装飾：國母淳一、金田來留実（金田→第2回）
- リサーチ：スコープ
- イラスト：岩垣孝幸（第2回）
- 編成：古橋由依子（カンテレ）
- 宣伝：佐藤英明（カンテレ、第2回）
- 演出補：武田和也、伊藤克樹、岡田紗愛、田中玲那（伊藤・岡田・田中→第2回）
- ディレクター：東上床直樹、東隆志、吉川亮太（吉川→カンテレ）、本田啓壱、岩田浩介（東・吉川・本田→第2回）
- プロデューサー：村山学、中附智貴、坪井理紗（中附→第2回）
- チーフディレクター：久延雅一
- 企画・演出：渡辺剛
- 演出・プロデューサー：泉雄介（カンテレ）
- 制作協力：EPOCL
- 制作著作：カンテレ

### 過去のスタッフ
- ナレーター：戸次重幸（第1回、MCと兼務）
- CAM：上坂篤志、松崎善行（共に第1回）
- VE：國本航平（第1回）
- 照明：堀田耕二（フジ・メディア・テクノロジー、第1回）
- 音響効果：千葉康弘、武廣吉則（共に第1回）
- MA：近藤宏紀、土屋由香（共に第1回）
- 技術協力：バンエイト、フジ・メディア・テクノロジー（共に第1回）
- アクリル装飾：田形渚（第1回）
- 宣伝：姫野健太（カンテレ、第1回）
- 演出補：小坂みのり、内田百音（共に第1回）
- AP：大津彩椰（第1回）
- プロデューサー：上妻奈央、開発勇輔（共に第1回）